# キヤノンカスタマーサポート
キヤノンカスタマーサポート株式会社は、千葉県千葉市美浜区の幕張新都心に本社を置くキヤノン製品の問い合せ対応・修理受付を手掛けるアウトソーシング企業である。コールセンター業務を受託運営する企業として、キヤノンソフトウェア株式会社により設立された。
キヤノンマーケティングジャパンの完全子会社であり、キヤノン株式会社の孫会社である。

## 概要
電話対応のほか、Web（e-mail、FAQ）によるサポート、全国3拠点のサービスセンターでの対面サポートを行っている。
キヤノン製品および関連機器に対するお問い合せ窓口業務、サービスセンター業務、フォトカルチャー支援業務などを主な事業としている。

## 沿革
- 1996年 - キヤノンソフトウェアにより秋田市に会社設立（社名：日本レスポンスサービス株式会社）
- 2002年 - キヤノンマーケティングジャパンに株主異動
- 2003年 - キヤノンレスポンスサービス株式会社に社名変更
- 2004年 - 幕張（千葉市）に本社移転
- 2007年 - 福岡事業所を開設
- 2009年 - 札幌事業所を開設
- 2009年 - キヤノンビジネスサポートより、修理窓口運営サービスを譲受。
- 2010年4月1日 - キヤノンカスタマーサポート株式会社に社名変更。